# Igdir (Iran)
Igdir – wieś w Iranie, w ostanie Azerbejdżan Zachodni. W 2006 roku  liczyła 350 mieszkańców w 116 rodzinach.